# Vemmelev Kirke
Vemmelev kirke er en dansk kirke, som ligger i Vemmelev Sogn på Vestsjælland. Den er opført i 1200-tallet.

## Historie
Vemmelev Kirke er et langhus, dvs. at skib og kor går ud i ét, bestående af en romansk del mod vest og en moderne del mod øst. I den gotiske periode tilføjede man et tårn og et kapel.
Kirken står overalt hvidkalket, på nær østgavlen, som står i blankt murværk, dvs. med synlige sten. Kirken har røde tegltage.
Den romanske kirke
Kirken er opført i den romanske periode, som dækker årene 1050-1275. De romanske kirker blev bygget af natur- og teglsten, og i Vemmelev er kirken opført i rå og kløvede kampesten, som generelt er af ret små dimensioner og lagt i regelmæssige skifter.
I skibet har der oprindeligt været en dør mod syd og en mod nord. Ingen af disse ses dog i dag. Der er bevaret spor af to oprindelige vinduer, som er tilmurede og fremstår som blændinger, dvs. murnicher, indvendigt. Skibets romanske vestgavl er bevaret i sin fulde højde og viser, at den romanske kirke havde samme taghøjde som den nuværende.
Tilbygninger
I løbet af Middelalderen begyndte man at producere teglsten, hvilket gav nye muligheder for bygning og arkitektur. De middelalderlige tilbygninger er derfor opført i brændt tegl kaldet munkesten, som er lidt større end nutidens mursten. Disse tegl var lettere end de hidtil anvendte stenmaterialer, og dette gav mulighed for at bygge hurtigere og i den gotiske stil, som bl.a. er kendetegnet ved dekorationer af trappeformede gavle med kamtakker og blændinger, dvs. murnicher, samt høje spidsbuer.
I den sengotiske periode tilføjede man både et tårn mod vest og et kapel mod syd.
Tårnrummet tjener i dag som våbenhus og har gotisk udformede gavle, dog er de blevet muret om i nyere tid. Et trappehus, som fører op til øvre stokværker, dvs. etager, er af nyere dato.
Kapellet, som i 1936 blev indrettet som ligkapel for sognet, har også en gotisk udformet gavl med ni trappeformede kamtakker og spidsbuede højblændinger. Det indre har tidligere været forbundet med skibet via en spidsbuet arkade, men er nu adskilt fra skibet med en tilmuring. 
I 1871-1873 blev det romanske kor revet ned og skibet forlænget med en jævnbred tilbygning mod øst. Forlængelsen er opført i små, gule mursten. Østgavlen er udformet i gotisk stil med syv trappeformede kamtakker og blændingsdekorationer. I øvrigt er den østligste del af den moderne tilbygning indrettet som sakristi, dvs. præsteværelse, hvorfor der i østfacaden også er placeret en dør.